# Vaasan Maila
Vaasan Maila är en bobollsklubb i Vasa. Den grundades 1933 och spelar sina hemmamatcher på Sandvikens bobollsstadion. Säsongen 2023 spelar herrlaget i Finlandsserien, senast man spelade i högsta serien var 1992. Vaasan Mailats damlag övergick 2015 i den för ändamålet nybildade föreningen Mailattaret, de spelar säsongen 2023 i Superpesis.